# Allen-Bradley

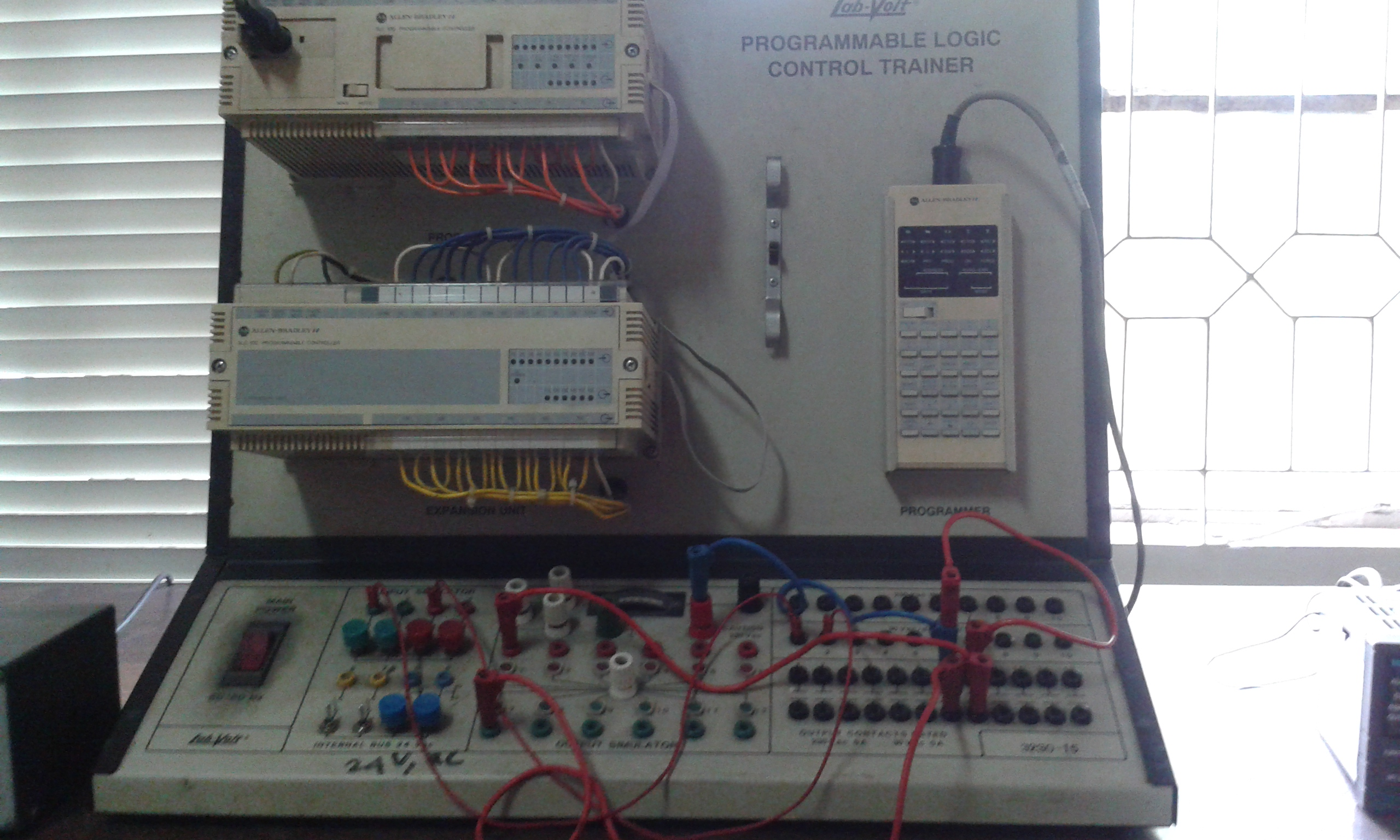
Contrôleur programmable Allen Bradley avec programmateur

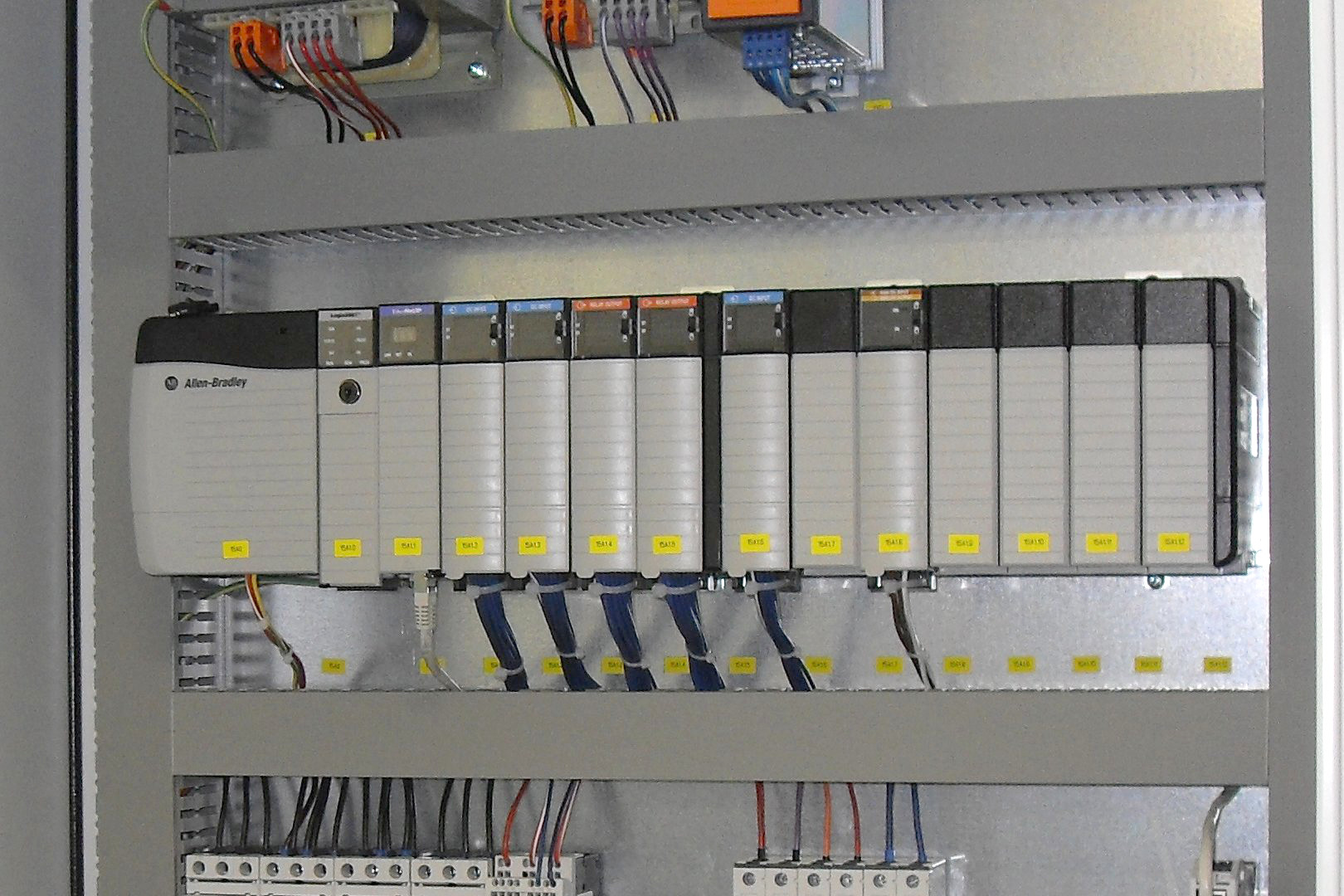
PLC Allen-Bradley installé dans un panneau de commande

Allen-Bradley est la marque d'une gamme d'équipements d'automation industrielle, aujourd'hui propriété de Rockwell Automation. La société, dont le chiffre d'affaires s'élèvait à environ 6,4 milliards de dollars américains en 2013, fabrique des automates programmables ( API ), des interfaces homme-machine (IHM), des capteurs, des composants et des systèmes de sécurité, des logiciels, des variateurs et des systèmes d'entraînement, des contacteurs, des centres de commande de moteur et des systèmes de ce type des produits. Rockwell Automation fournit également des services de gestion d'actifs, notamment des services de réparation et de conseil. Le siège social de Rockwell Automation est situé à Milwaukee, Wisconsin. 
La tour de l'horloge Allen-Bradley est un point de repère de Milwaukee qui abrite la plus grande horloge à quatre faces de l'hémisphère ouest.

## Histoire
L'entreprise a été fondée en 1903 sous le nom de Compression Rheostat Company par le Dr Stanton Allen et Lynde Bradley avec un investissement initial de 1 000 $. En 1910, l'entreprise a été rebaptisée Allen-Bradley Company ; pendant près d'un siècle, elle a fourni l'essentiel des résistances discrètes utilisées pour l'électronique et d'autres produits. [réf. nécessaire].  En 1952, elle a ouvert une filiale à Galt, Ontario, Canada, qui emploie plus de 1 000 personnes. En 1985, la société a établi un record en clôturant son l'exercice financier avec un milliard de dollars de ventes. En février 1985, Rockwell International a acheté Allen-Bradley pour 1,651 milliard de dollars, ce qui constitue la plus importante acquisition de l'histoire du Wisconsin. À toutes fins utiles, Allen-Bradley a repris la division d'automatisation industrielle de Rockwell. 
Rockwell a finalement transféré son siège social à Milwaukee. En 2002, lorsque Rockwell s'est scindée en deux sociétés, Allen-Bradley a suivi la division automatisation pour devenir Rockwell Automation. 